# Kohata Shiho
Kohata Shiho (高畑 志帆, sinh ngày 12 tháng 11 năm 1989) là một cầu thủ bóng đá nữ người Nhật Bản.

## Đội tuyển bóng đá nữ quốc gia Nhật Bản
Kohata Shiho thi đấu cho đội tuyển bóng đá nữ quốc gia Nhật Bản từ năm 2014 đến 2015.

## Thống kê sự nghiệp
| Nhật Bản  | Nhật Bản | Nhật Bản |
| Năm       | Trận     | Bàn      |
| --------- | -------- | -------- |
| 2014      | 1        | 0        |
| 2015      | 1        | 0        |
| Tổng cộng | 2        | 0        |